# Хардарова сага
Халфредарова сага (исл. Harðar saga ok Hólmverja), позната и под називима Сага о Хардару Гримкелсону (исл. Hardar saga Grimkelssonar) и Сага о Хардару, сину Гримкела и Гјејре (исл. Hardar saga Grimkelssonar ok Geirs), једна је од средњовековних исландских сага из циклуса Сага о Исланђанима. Први пут је записана вероватно почетком XIII века на основу усменог предања. До данашњих дана сачувана су два средњовековна рукописа, један с краја XIV, односно други са почетка XV века.
Радња саге дешава се крајем X века на југозападу Исланда, а централна фигура саге је извесни Хардар Гримкелсон који због оптужби за убиство бива стављен „ван закона” и осуђен на смрт. Да би избегао своју судбину Хардар око себе окупља групу следбеника са циљем да се супротстави локалним властима, али на крају гине у сукобу са истима. 